# 1283 (szám)
Az 1283 (római számmal: MCCLXXXIII) az 1282 és 1284 között található természetes szám.

## A szám a matematikában
A tízes számrendszerbeli 1283-as a kettes számrendszerben 10100000011, a nyolcas számrendszerben 2403, a tizenhatos számrendszerben 503 alakban írható fel.
Az 1283 páratlan szám, prímszám. Kanonikus alakja 12831, normálalakban az 1,283 · 103 szorzattal írható fel. Két osztója van a természetes számok halmazán, ezek növekvő sorrendben: 1 és 1283.
Biztonságos prím (olyan, 2p + 1 alakban felírható prímszám, ahol p maga is prím).
Az 1283 huszonöt szám valódiosztó-összegeként áll elő, ezek közül legkisebb a 3837.

## Csillagászat
- 1283 Komsomolia kisbolygó